# Impiété
L'impiété est un manque de considération pour les obligations dues au culte, qui représente l'ensemble des pratiques liées à une croyance. L'impiété est la principale objection paganiste au christianisme, contrairement à d'autres initiés aux cultes à mystères, les premiers chrétiens refusèrent de jeter une pincée d'encens devant les images des dieux, parmi lesquels se trouvaient les empereurs déifiés. L'impiété dans les civilisations anciennes était une préoccupation tout aussi civique que religieuse. On croyait qu'elle pouvait induire la colère des dieux tutélaires sur l'ensemble de la res publica.

## Selon les philosophes
Socrate et Anaxagoras furent tous deux condamnés à mort pour impiété (envers les dieux grecs), et Aristote en fut également accusé après la mort d'Alexandre le Grand. Selon le Vita Aristotelis Marciana, un manuscrit très endommagé de la Biblioteca Marciana de Venise, écrit vers 1300, Aristote quitta la cité en disant, « Je ne permettrai pas aux Athéniens de pécher deux fois contre la philosophie » (Vita Aristotelis, 41). L'auteur chrétien du Moyen Âge a traduit le « crime des Athéniens » par le « péché ». Le mot « péché » était cependant un concept étranger aux Grecs et aux Romains. Lorsqu'on traduisit de l'araméen, en grec, le Nouveau Testament, le mot grec hamartia fut utilisé. Hamartia (« manquer la cible ») n'est qu'une traduction très approximative de « péché » [Quoi ?] .
À ceux qui l'accusaient d'impiété, Épicure rétorquait: Impius non est qui tollit multitudinis deos, sed qui diis opiniones multitudinis applicat (« L'impie n'est pas celui qui rejette les dieux de la multitude, mais celui qui applique aux dieux les opinions de la foule »).